# Тит Квінкцій Криспін
Тит Квінкцій Криспін (? — 208 р. до н. е.) — політичний, державний та військовий діяч Римської республіки, учасник Другої Пунічної війни, консул 208 року до н. е.

## Життєпис
Походив з патриціанського роду Квінкціїв. Син Луція Квінкція Пена Капітоліна Криспіна. Про молоді роки мало відомостей.
У 209 році до н. е. призначається легатом Марка Клавдія Марцелла, який на той час взяв в облогу місто Сіракузи. Коли Марцелл захоплював внутрішні частини міста, Криспін займався обороною римського табору від спроб карфагенян врятувати сіракузян. Того ж року Криспін розбив карфагенського очільника Гіппократа. Після цього Тіт Квінкцій був призначений пропретором у Капую, де займався зміцнення римського панування.
У 208 році до н. е. його обрано консулом разом з Марком Клавдієм Марцеллом. Тут вони воювали у Брутії та Луканії, намагаючись розбити Ганнібала. Втім біля міста Венузій обидва консули потрапили у засідку. Марцелл загинув, а Криспін був тяжко поранений, і помер того ж року.